# ストンプ442
『ストンプ442』（Stomp 442）は、アメリカ合衆国のヘヴィメタル・バンド、アンスラックスが1995年に発表した7作目のスタジオ・アルバム。ジョン・ブッシュ加入後としては2作目に当たる。

## 背景
長年リードギターを担当してきたダン・スピッツの解雇に伴い、本作ではポール・クルック（スレイヤーのローディーを務めていた）、パンテラのダイムバッグ・ダレル、それにドラマーのチャーリー・ベナンテがリードギターのパートを分担した。ただし、スピッツは後年、クルックやダレルは自分が作ったフレーズをコピーしていたと主張しており「もし法廷に出ることがあったら、俺の持っているテープを証拠として出してもいい」と語っている。本作のプロデューサーに起用されたブッチャー・ブラザーズは、アージ・オーヴァーキルやルシャス・ジャクソンといったオルタナティヴ・ロック系のバンドの作品を手がけてきた。
アルバム・ジャケットはピーター・カーゾンと、ヒプノシスの一員として知られるストーム・ソーガソンがデザインしたが、裸の男性の尻が写っていることからウォルマートでは販売を拒否された。なお、本作のアートワークは、元々はブルース・ディッキンソンのアルバム『ボールズ・トゥ・ピカソ』のために作られた。
ボーカリストのジョン・ブッシュによれば、当時エレクトラ・レコードでは大規模なリストラでバンドの担当A&Rなどスタッフの4分の1が解雇され、新体制の同社はバンドとの契約を継続する気はなかったため、本作がエレクトラ所属時としては最後のアルバムとなった。

## 反響・評価
母国アメリカでは前スタジオ・アルバム『サウンド・オブ・ホワイト・ノイズ』ほどの成功を収められず、Billboard 200では最高47位にとどまった。イギリスでは1995年11月4日付の全英アルバムチャートで77位を記録するが、翌週にはトップ100圏外に落ち、『アマング・ザ・リヴィング』（1987年）以降のスタジオ・アルバムとしては初めて、全英トップ20入りを逃す結果となった。1996年にシングル・カットされた「ナッシング」は、全英シングルチャートで89位を記録した。
Stephen Thomas Erlewineはオールミュージックにおいて5点満点中2点を付け「一握りの曲は底力を示しているとはいえ、バンドの信奉者を失望させた」と評している。一方、『CDジャーナル』のミニ・レビューでは「ギタリストの脱退などいくつかトラブルがあったが、脳天をエグるようなザクザクと刻むギターは健在」と評されている。

## 収録曲
特記なき楽曲は作詞：ジョン・ブッシュ&スコット・イアン、作曲：チャーリー・ベナンテ。ただし、メロディ・ラインの作曲はフランク・ベロも含むメンバー4人による。
1. ランダム・アクツ・オブ・センスレス・ヴァイオレンス "Random Acts of Senseless Violence" – 4:03
2. フュエルド "Fueled" – 4:02
3. キング・サイズ "King Size" – 3:59
  - 作詞：ジョン・ブッシュ、スコット・イアン、リッチ・ロス／作曲：チャーリー・ベナンテ
4. ライディング・ショットガン "Riding Shotgun" – 4:26
5. パーペチュアル・モーション "Perpetual Motion" – 4:20
6. イン・ア・ゾーン "In a Zone" – 5:07
7. ナッシング "Nothing" – 4:33
8. アメリカン・ポンペイ "American Pompeii" – 5:30
9. ドロップ・ザ・ボール "Drop the Ball" – 4:59
10. テスター "Tester" – 4:21
11. ベア "Bare" – 5:32

### 日本盤ボーナス・トラック
下記トラック・リストは1998年再発CD (VICP-60321)に準拠。日本初回盤CD (WPCR-521)には「リメンバー・トゥモロー」のみ収録され、13.以下の曲はEP『フュエルドEP』（1996年）に収録されていた。
1. リメンバー・トゥモロー "Remember Tomorrow" – 5:05
  - 作詞・作曲：ポール・ディアノ、スティーヴ・ハリス
  - アイアン・メイデンのカヴァー。
2. グラント・アンド・クリック "Grunt and Click" – 5:28
3. ウォッチン・ユー "Watching You" – 3:37
  - 作詞・作曲：ジーン・シモンズ
  - キッスのカヴァー。
4. デスローンド・エンペラー "Dethroned Emperor" – 4:32
  - 作詞・作曲：トム・G・ウォリアー
  - セルティック・フロストのカヴァー。
5. ノー・タイム・ディス・タイム "No Time This Time" – 3:21
  - 作詞・作曲：スティング
  - ポリスのカヴァー。
6. セレブレイテッド・サマー "Celebrated Summer" – 4:25
  - 作詞・作曲：ボブ・モールド
  - ハスカー・ドゥのカヴァー。

### 2001年リマスターCD  (BEY 78210)ボーナス・トラック
1. "Grunt & Click" – 5:29
2. "Dethroned Emperor" – 4:33
  - 作詞・作曲：トム・G・ウォリアー
3. "Celebrated Summer" – 4:30
  - 作詞・作曲：ボブ・モールド
4. "Watchin' You" – 3:39
  - 作詞・作曲：ジーン・シモンズ

## 参加ミュージシャン
- ジョン・ブッシュ - ボーカル
- スコット・イアン - リズムギター(all songs)、リードギター(on #10)、アコースティック・ギター(on #11)、フロアタム(on #9)、バッキング・ボーカル
- フランク・ベロ - ベース、12弦ベース、バッキング・ボーカル
- チャーリー・ベナンテ - ドラムス(all songs)、モーズコード・ギター(on #1)、リードギター(on #7, #8, #10, #11)、ボンゴ(on #8)、フロアタム(on #9)、チャイム(on #9)、パーカッション(on #11)

アディショナル・ミュージシャン
- ポール・クルック - ギター・ソロ(on #1, #5, #6, #9)
- ダイムバッグ・ダレル - ギター・ソロ(on #3, #4)
- マイク・テンペスタ - ギター(on #8)
- ジョー・ニコロ - ノイズ(on #4)